# Młynne (powiat Limanowski)
Młynne is een plaats in het Poolse district Limanowski, woiwodschap Klein-Polen. De plaats maakt deel uit van de gemeente Limanowa en telt 1500 inwoners.